# Caligus polycanthi
Caligus polycanthi is een eenoogkreeftjessoort uit de familie van de Caligidae. De wetenschappelijke naam van de soort is voor het eerst geldig gepubliceerd in 1950 door Gnanamuthu.